# Славутич-Арена
«Славутич Арена» — стадион в городе Запорожье, открытый в 1938 году и полностью реконструированный в 2006 году. Вмещает 11 883 зрителя.

## История
2 мая 1938 года был открыт центральный стадион «Металлург». В 2002—2006 годы на его месте был построен новый стадион «Славутич Арена». Стоимость реконструкции составила 120 млн грн. Стадион является коммунальным предприятием. По состоянию на 2011 год на его поддержание из бюджета города выделялось ежегодно около 2 млн грн., ФК «Металлург» оплачивал содержание футбольного поля и обслуживающего его персонала, за каждую игру «Металлург» выплачивал стадиону 40 тыс. грн.
В декабре 2010 году обсуждался вопрос о выделении стадиону 2 млн грн из бюджета города на погашение различных долгов и устранение нарушений, выявленных разными проверками. Однако депутаты комиссии по вопросам жизнеобеспечения города не поддержали данный пункт бюджетной программы.
В 2010 году стадион принимал Суперкубок Украины по футболу, который разыгрывали донецкий «Шахтёр» и симферопольская «Таврия». Свои заявки на проведение суперкубка подавали стадионы Кривого Рога и Сум, однако благодаря настойчивости городского головы Запорожья Евгения Карташова, Суперкубок был проведён на стадионе «Славутич Арена».. Матч завершился победой Шахтёра со счётом 7:1.
По состоянию на 2010 год в штате коммунального предприятия, обслуживающего стадион было 70 человек.
С июля 2014 года в связи с войной на востоке Украины стадион стал домашним для команды «Заря» (Луганск). С сезона 2018/2019 «Заря», также проводит матчи Лиги Европы на этом стадионе, вместо «Арены Львов». Первый матч состоялся против португальской «Браги» 9 августа. Также «Славутич Арена» является домашним стадионом для команды МФК «Металлург».
15 мая 2019 года на стадионе был проведён финал Кубка Украины сезона 2018/19, который завершился победой Шахтёра со счётом 4:0 над перволиговым «Ингульцом».
В сентябре 2019 года на стадионе прошли два поединка квалификационного раунда молодёжного чемпионата Европы-2021 с участием молодёжной сборной Украины, которая и до этого проводила подобные матчи на этой арене. 14 ноября 2019 на стадионе впервые в истории сыграла национальная сборная Украины. Все билеты на товарищеский матч против сборной Эстонии были раскуплены, результат игры — победа Украины со счётом 1:0.

## Матчи национальной сборной Украины
| Дата           | Турнир | Хозяева | Счёт | Соперник | Голы      | Зрители |
| -------------- | ------ | ------- | ---- | -------- | --------- | ------- |
| 14 ноября 2019 | ТМ     | Украина | 1:0  | Эстония  | Безус 90' | 11 756  |